# Aya-Hohoué
Aya-Hohoué è un arrondissement del Benin situato nella città di Klouékanmè (dipartimento di Kouffo) con 6.225 abitanti (dato 2006).